# Pseudohyaleucerea translucida
Pseudohyaleucerea translucida là một loài bướm đêm thuộc phân họ Arctiinae, họ Erebidae.